# Толь, Карл Фёдорович
Граф  (с 9 июня 1829) Карл Фёдорович Толь (нем. Karl Wilhelm von Toll; 8 [19] апреля 1777; мыза Кесквере, Эстляндская губерния — 23 апреля [5 мая] 1842; Санкт-Петербург) — российский военный и государственный деятель, генерал от инфантерии (1826), участник войн с Наполеоном, генерал-квартирмейстер во время Отечественной войны 1812 года, с 1833 года — главноуправляющий путями сообщения и публичными зданиями.

## Биография
Происходил из старинного немецко-балтийского дворянского рода фон Толь, имеющего также голландско-шведские корни. Родился 8 (19) апреля 1777 года в семье Конрада Фридриха фон Толя (1749—1821).
Службу начал в 1796 году. Воспитывался в сухопутном шляхетном кадетском корпусе, откуда выпущен был в чине поручика в свиту Его Величества по квартирмейстерской части (генеральный штаб). Боевое поприще начал в швейцарском походе Суворова, в ходе которого был награждён орденом Святой Анны 4-й степени и произведён в капитаны, а по окончании суворовских походов — в майоры. Участвовал в войне 1805 года против французов и в турецких кампаниях 1806 и 1809 годов. За Аустерлицкое сражение награжден орденом Святого Владимира 4-й степени, а за турецкую кампанию 1806 года получил орден Святой Анны 2-й степени, алмазные знаки к нему и чин подполковника. За боевые заслуги в 1811 году был произведён в полковники.
Принял участие в Отечественной войне 1812 года, в начале которой в должности генерал-квартирмейстера 1-й армии участвовал в сражениях при Островне, Витебске, Смоленске, за которые получил орден Святого Владимира 3-й степени. Генерал-квартирмейстером 1-й армии Толь оставался до отступления русских войск из Москвы, а затем исполнял должность генерал-квартирмейстера главной армии, причём все события Отечественной войны с 6 октября совершались при непосредственном и весьма деятельном его участии. Это связано с тем, что по должности в те времена он был обязан заниматься тактическими и стратегическими вопросами, а начальник штаба ведал тогда общим ведением дела. Именно Толь выбирал позиции русских войск для сражения под Бородино, и не только для этого сражения.
Без участия К. Ф. Толя при Кутузове не проводился ни один военный совет и не принималось ни одного важного решения, невзирая на его невысокий для такого статуса чин полковника.
За Бородинское сражение Толь был награждён орденом Святого Георгия 4-й степени. После сражения при Тарутине был представлен М. И. Кутузовым к ордену Святой Анны 1-й степени. В ноябре 1812 года Карл Толь получил чин генерал-майора.
В декабре 1812 года Толь назначен был генерал-квартирмейстером главного штаба Его Величества Александра I, а затем – на той же должности в Главном штабе всех союзных армий у австрийского князя Шварценберга. В 1813 году Толь принимал участие в сражениях при Бауцене (за что награждён прусским орденом Красного Орла 1-й степени), Дрездене и Кульме (за что получил орден Святого Владимира 2-й степени).  9 июня 1813 года в Рейхенбахе  генерал Толь  подготовил и представил на подпись Императору Александру I, Королю Пруссии Фридриху Вильгельму III, наследному принцу Бернадоту план (Трахенбергский план) ведения боевых действий тремя союзными армиями (Богемской, Северной, Силезской) против Наполеона в осеннюю компанию 1813 года. В 1814 году участвовал в сражениях под Бриенном, Фер-Шампенуазом и Парижем. В том же 1814 году стал бароном (видимо от австрийского императора за заслуги), а также получил чин генерал-лейтенанта.
В 1814 году составил по личным воспоминаниям карту Плана сражения при селе Бородине, в которой последовательно приводятся фазы сражения с изменением диспозиций всех войск (издавалась отдельно 2 листами).
В 1815 году за усердие при исполнении обязанностей генерал-квартирмейстера получил орден Святого Александра Невского с алмазами. В том же году сопровождал императора Александра I на Венский конгресс.
В последующие годы:
- 1815—1824 — генерал-квартирмейстер Главного штаба и одновременно начальник Училища колонновожатых;
- 1823—1824 — исполнял обязанности начальника штаба 1-й армии;
- 1824—1829 — начальник Главного штаба действующей армии.

В турецкую кампанию 1829 года в чине генерала от инфантерии Толь состоял генерал-квартирмейстером Главного штаба 2-й армии графа И. И. Дибича. Его распоряжения немало способствовали успешному окончанию войны, которое доставило ему графское достоинство в 1829 году и орден Святого Георгия 2-й степени. Его имя выгравировано на юбилейной медали «В память 50-летия Корпуса военных топографов».
Активно участвовал в подавлении восстания декабристов, чем заслужил доверие Николая I. В начале 1830 года назначен членом Государственного совета, а в конце того же года — начальником штаба армии, посланной для усмирения польского восстания. В сражении под Гроховым Толь много содействовал победе, но ему не удалось склонить Дибича к немедленному затем штурму варшавского предместья Праги. По смерти Дибича Толь, до прибытия И. Ф. Паскевича, временно командовал армией. При штурме Варшавы, по распоряжению контуженного Паскевича, кратковременно командовал армией. Сразу после покорения столицы Польши был отстранён Паскевичем от должности начальника штаба, на которую был назначен М. Д. Горчаков.

### Мирная жизнь
С 1 октября 1833 года Толь был главноуправляющим путями сообщений и публичными зданиями.
Именно Толь принимал решение о выдаче разрешения на строительство Царскосельской железной дороги Ф. А. Герстнеру.
Это решение базировалось на выводах комиссии во главе с М. М. Сперанским.
К. Ф. Толь был корреспондентом А. С. Пушкина; в одном из своих последних писем (накануне дуэли с Дантесом) Пушкин благодарит Толя за доставленные им сведения о И. И. Михельсоне и приводит по поводу незаслуженно забытого военачальника библейскую цитату: «Истина сильнее царя».
В 1835 году награжден за заслуги высшим орденом Российской империи — орденом Святого Андрея Первозванного. В августе 1839 года присутствовал на торжествах на Бородинском поле, посвященных 25-летию победы над наполеоновской Францией.
Скончался 23 апреля (5 мая) 1842 года.

## Награды
- Орден Святой Анны 4-й степени (30.10.1799)
- Орден Святой Анны 2-й степени (06.03.1807)
- Алмазные знаки к ордену Святой Анны 2-й степени (12.06.1807)
- Орден Святого Владимира 4-й степени с бантом (24.02.1806)
- Орден Святого Владимира 3-й степени (07.08.1812)
- Орден Святой Анны 1-й степени (06.10.1812)
- Орден Святого Георгия 4-й степени (29.11.1812)
- Орден Святого Владимира 2-й степени (19.08.1813)
- Алмазные знаки к ордену Святой Анны 1-й степени (17.04.1816)
- Орден Святого Александра Невского (03.09.1824)
- Алмазные знаки к ордену Святого Александра Невского (28.01.1826)
- Орден Святого Владимира 1-й степени (04.08.1829)
- Орден Святого Георгия 2-й степени (22.09.1829)
- Единовременно 300 тыс. рублей (22.09.1829)
- Польский знак отличия «За военное достоинство» 1-й степени (1831)
- Орден Белого орла (21.02.1831)
- Орден Святого Андрея Первозванного (11.09.1831)
- Алмазные знаки к ордену Андрея Первозванного (07.04.1835)
- Высочайший рескрипт (21.10.1836)
- Майорат в Царстве Польском с доходом в 30 тыс. злотых в год (01.01.1837)
- Высочайший рескрипт (25.03.1839)
- Высочайший рескрипт (08.11.1841)
- Золотая шпага «За храбрость» с алмазами
- Знак отличия беспорочной службы за XL лет (22.08.1837)
- Знак отличия беспорочной службы за XXXV лет (22.08.1832)

Иностранные:
- Прусский Орден Красного Орла 1-й степени (1813)
- Австрийский Орден Леопольда 2-й степени (1813)
- Австрийский Военный орден Марии Терезии 3-й степени (1813)
- Вюртембергский Орден «За военные заслуги» (1814)

## Оценки современников

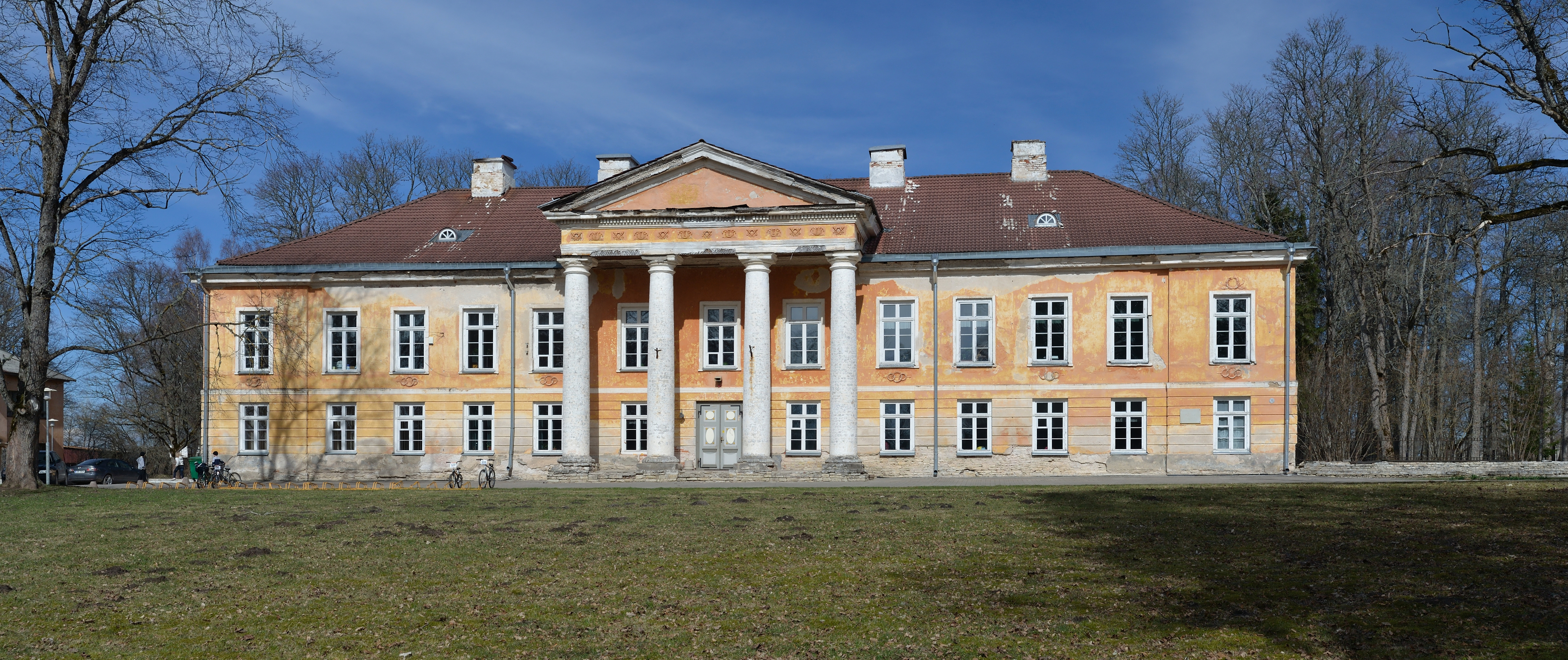
Родовая усадьба Арукюла в Эстонии

А. П. Ермолов: «В должности генерал-квартирмейстера находился полковник Толь, офицер отличных дарований, способный со временем оказать большие заслуги; но смирять надобно чрезмерное его самолюбие, и начальник его не должен быть слабым, дабы он не сделался излишне сильным. Он при полезных способностях, по роду служебных его занятий, соображение имеет быстрое, трудолюбив и деятелен, но столько привязан к своему мнению, что иногда вопреки здравому смыслу не признает самых здравых возражений, отвергая возможность иметь не только превосходные способности, ниже допускает равные».

## Семья

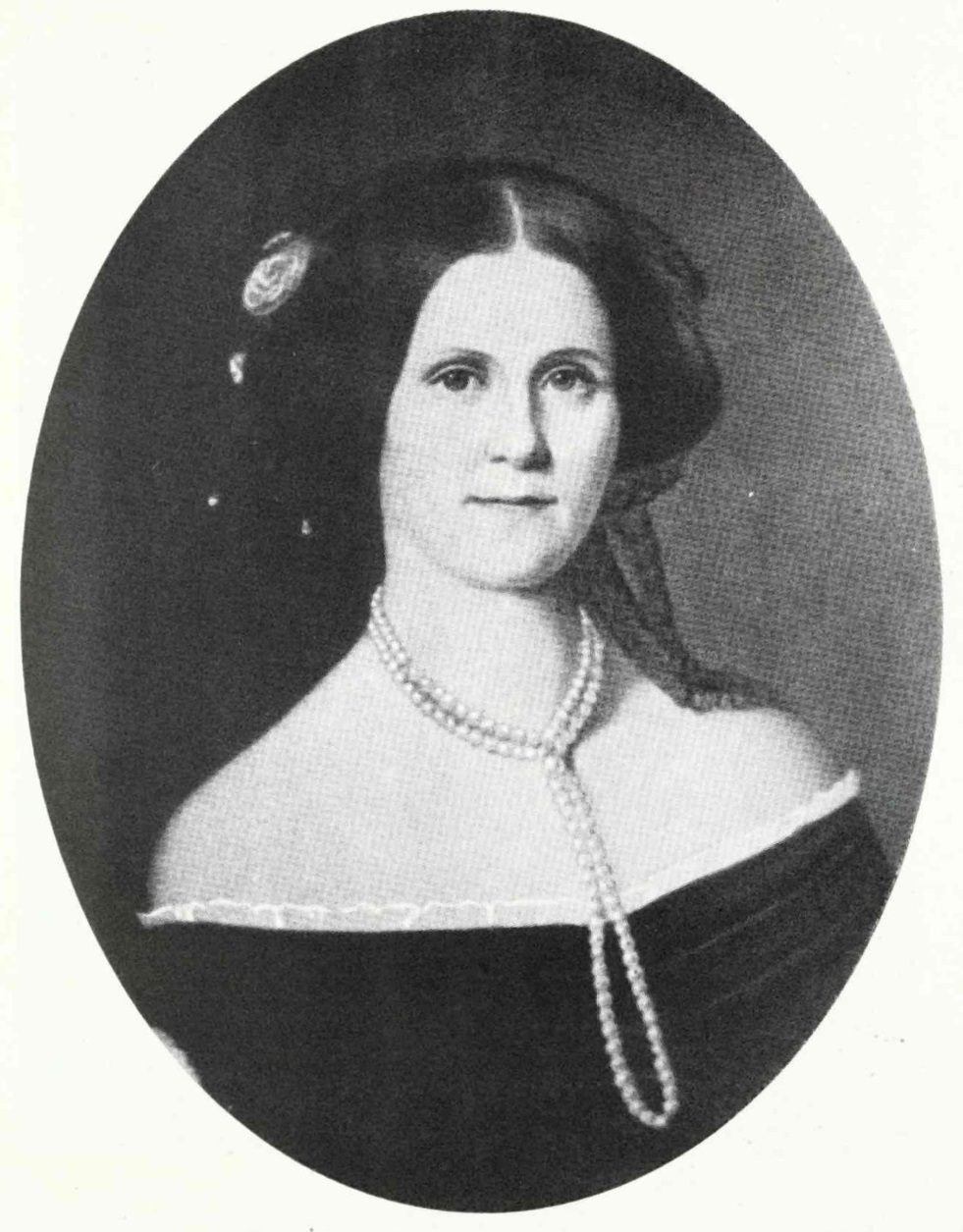
Елизавета Карловна Толь

Был женат на Ольге Густавовне Штрандман (1796—1861), дочери сибирского генерал-губернатора Густава Штрандмана; с 1819 года кавалерственной даме Ордена. Св. Екатерины (меньшого креста). По словам барона М. Корфа, «граф Толь был отличный семьянин, обожаемый женой и детьми. В домашнем своем хозяйстве, при очень небольшом состоянии, супруги отличались не только бережливостью, но даже и скупостью. Занимая присвоенный его должности казённый дом (бывший Юсуповский), они сберегли значительную часть суммы, опускавшуюся им на содержание и ремонт этого дома, и, обитая в истинно царских палатах, вели образ жизни более чем скромный». У графа родились четыре сына и четыре дочери, среди которых:
- Александр (1816—1892), отец петербургского губернатора С. А. Толя.
- Константин (1817—1884), создатель усадьбы Фёдоровское, похоронен в Донском монастыре с женой Екатериной Николаевной (1825—1899), урождённой княгиней Долгорукой.
- Николай (1819—1880), генерал-майор свиты.
- Елизавета (1821—1865), фрейлина двора (1838), замужем (1842) за бароном Э. Р. Унгерн-Штернбергом.
- Карл Вильгельм (1834—1893), посол в Дании, тесть министра иностранных дел А. П. Извольского.
- Елена Шарлотта Луиза (1833—1910), жена графа К. И. Палена.

## Образ в кино
- «Звезда пленительного счастья» — актёр Станислав Соколов